# بيت ياسين (جبلة)

تعديل مصدري - تعديل

بيت ياسين محلة تابعة لقرية اكمة عبدة، التابعة لعزلة الاصابح بمديرية جبلة إحدى مديريات محافظة إب في الجمهورية اليمنية، بلغ تعداد سكانها 27 حسب تعداد اليمن لعام 2004.